# Cynodontium polycarpum
Cynodontium polycarpum är en bladmossart som beskrevs av W. P. Schimper 1856. Cynodontium polycarpum ingår i släktet klipptussar, och familjen Dicranaceae. Inga underarter finns listade i Catalogue of Life.

## Bildgalleri

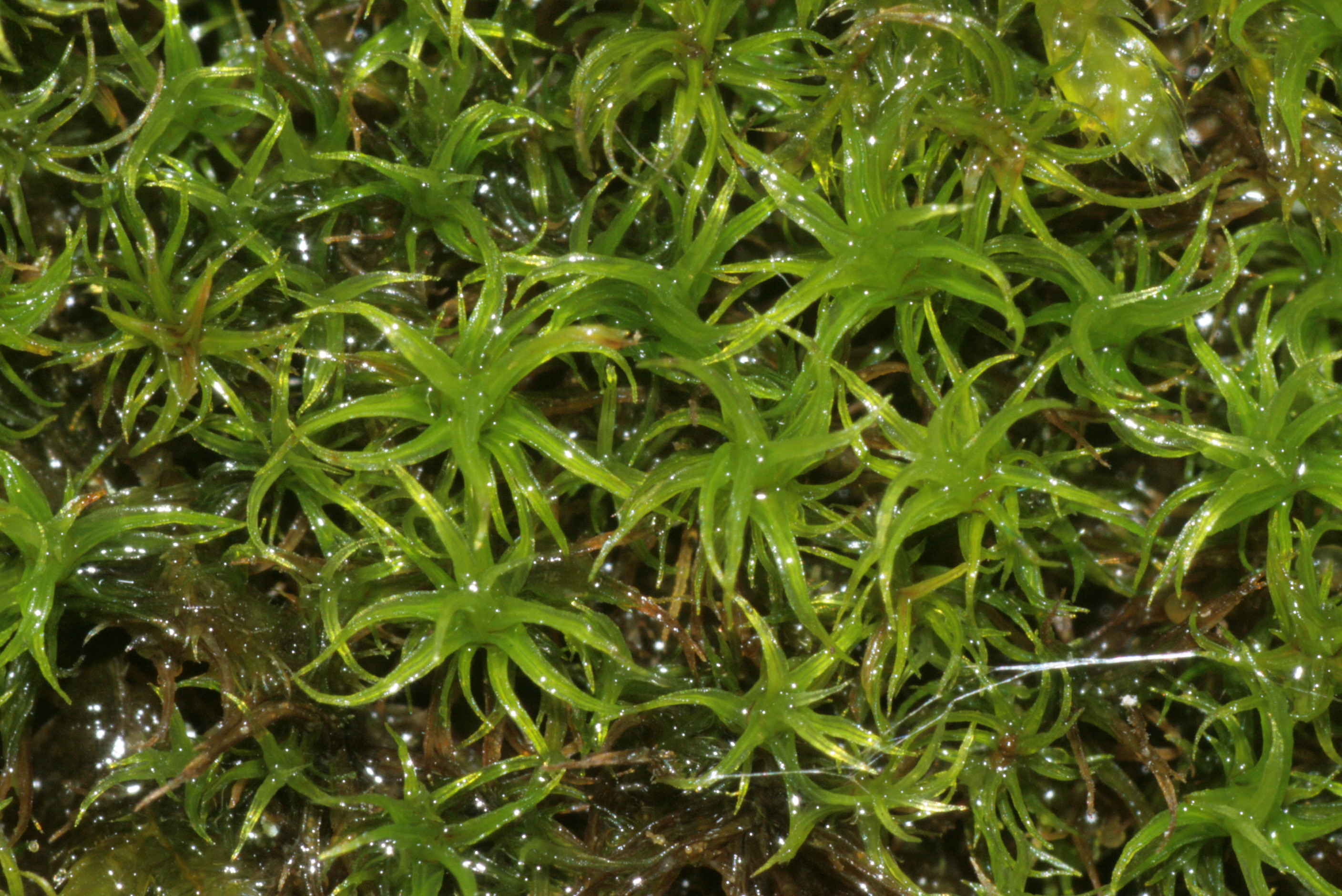
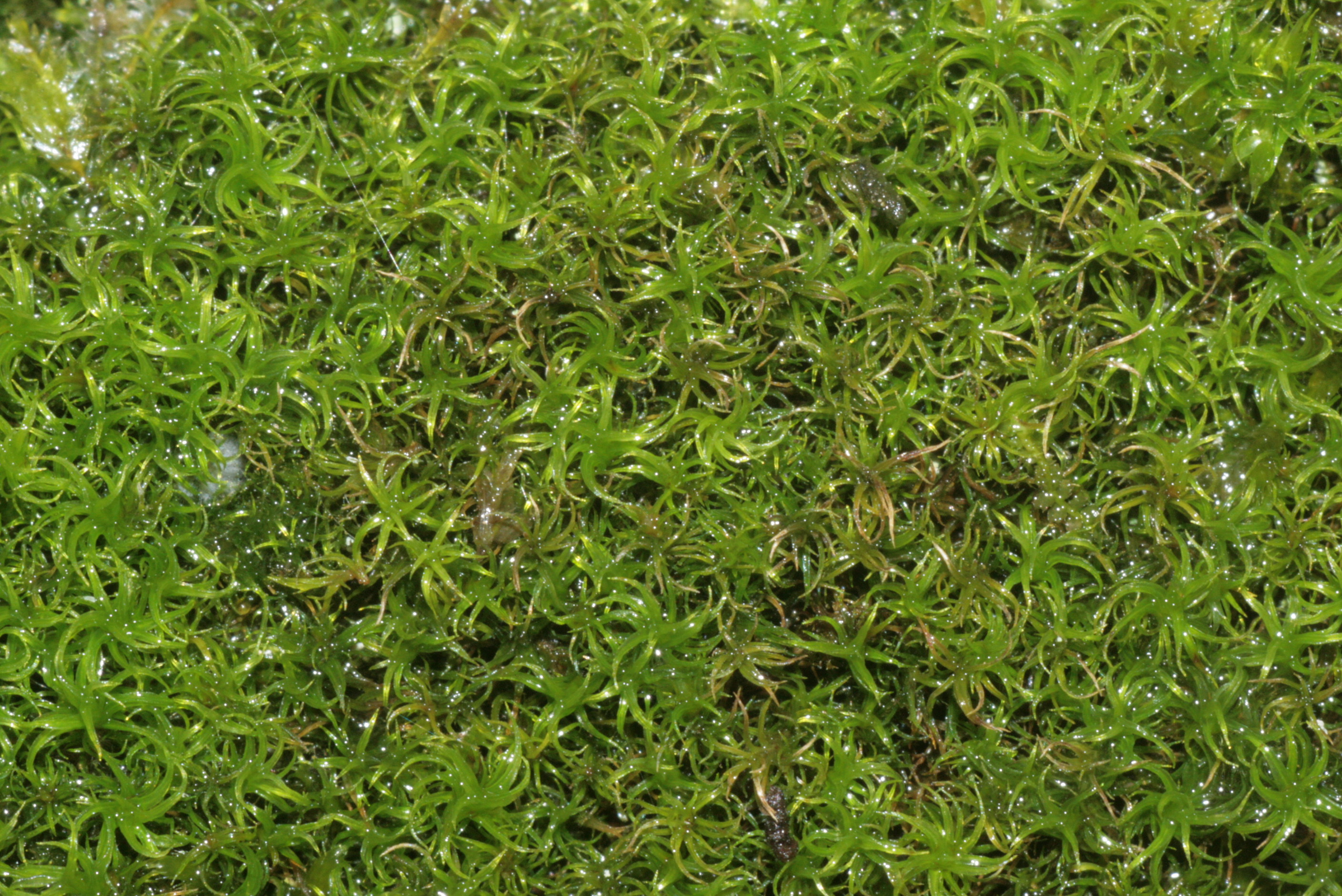
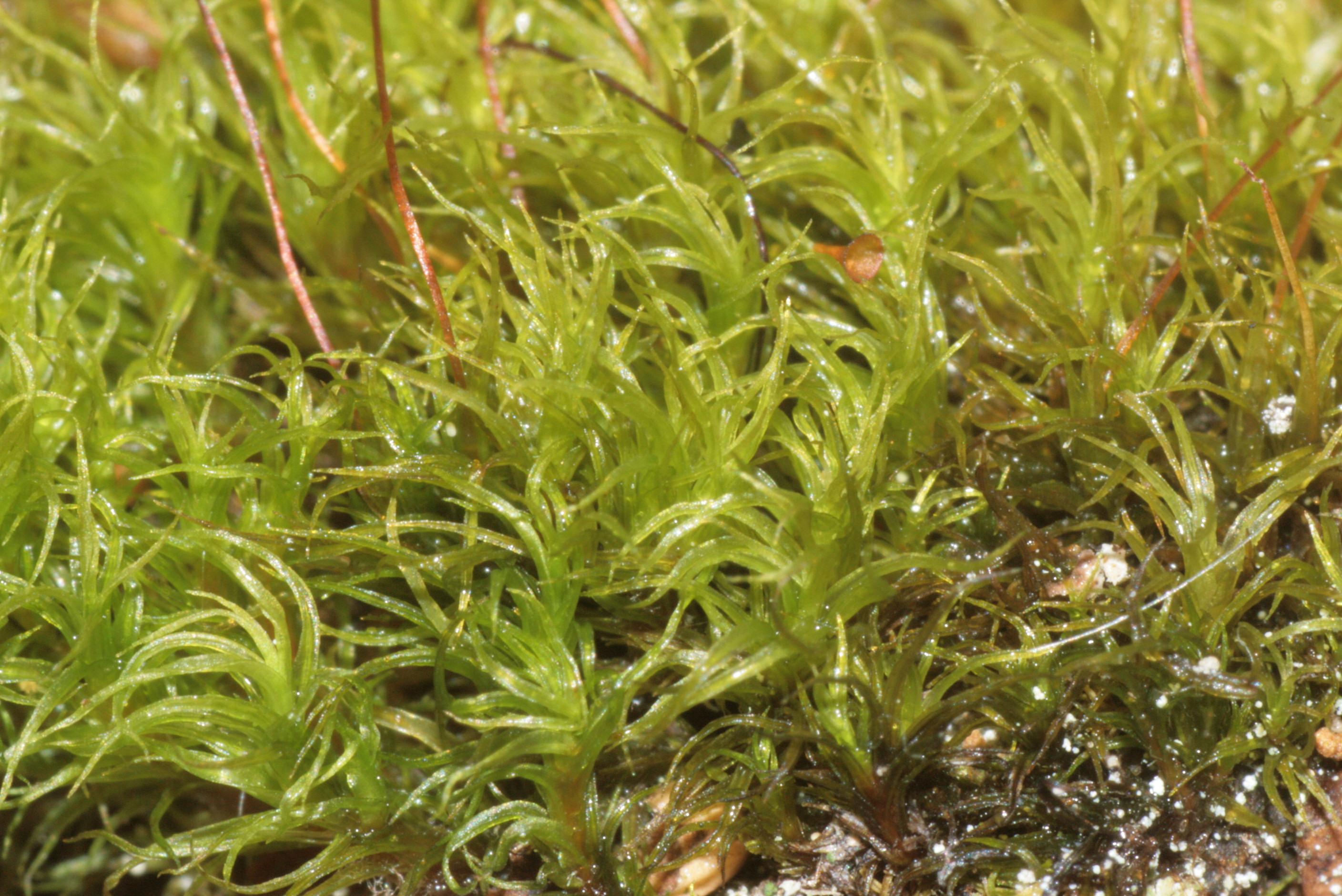
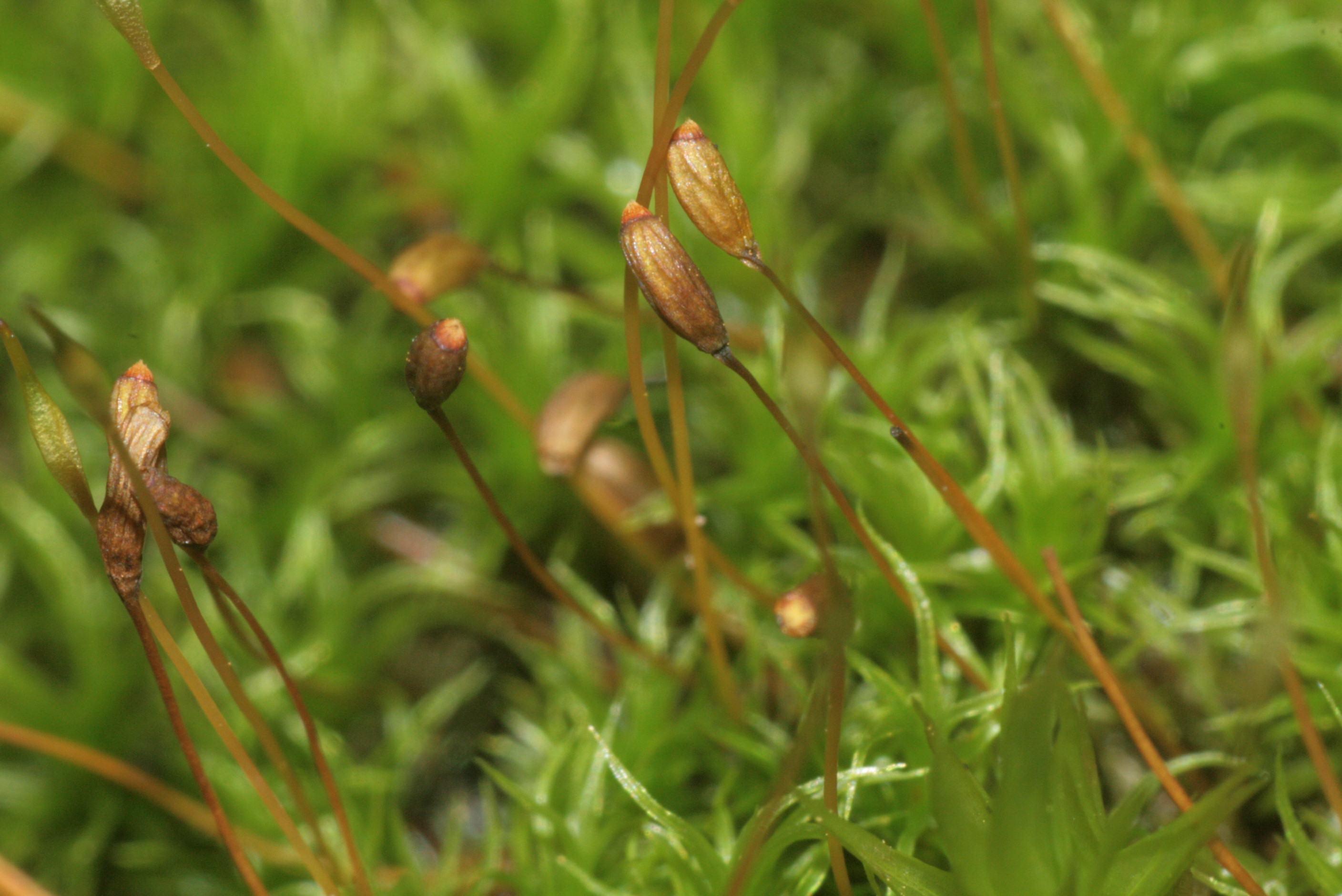
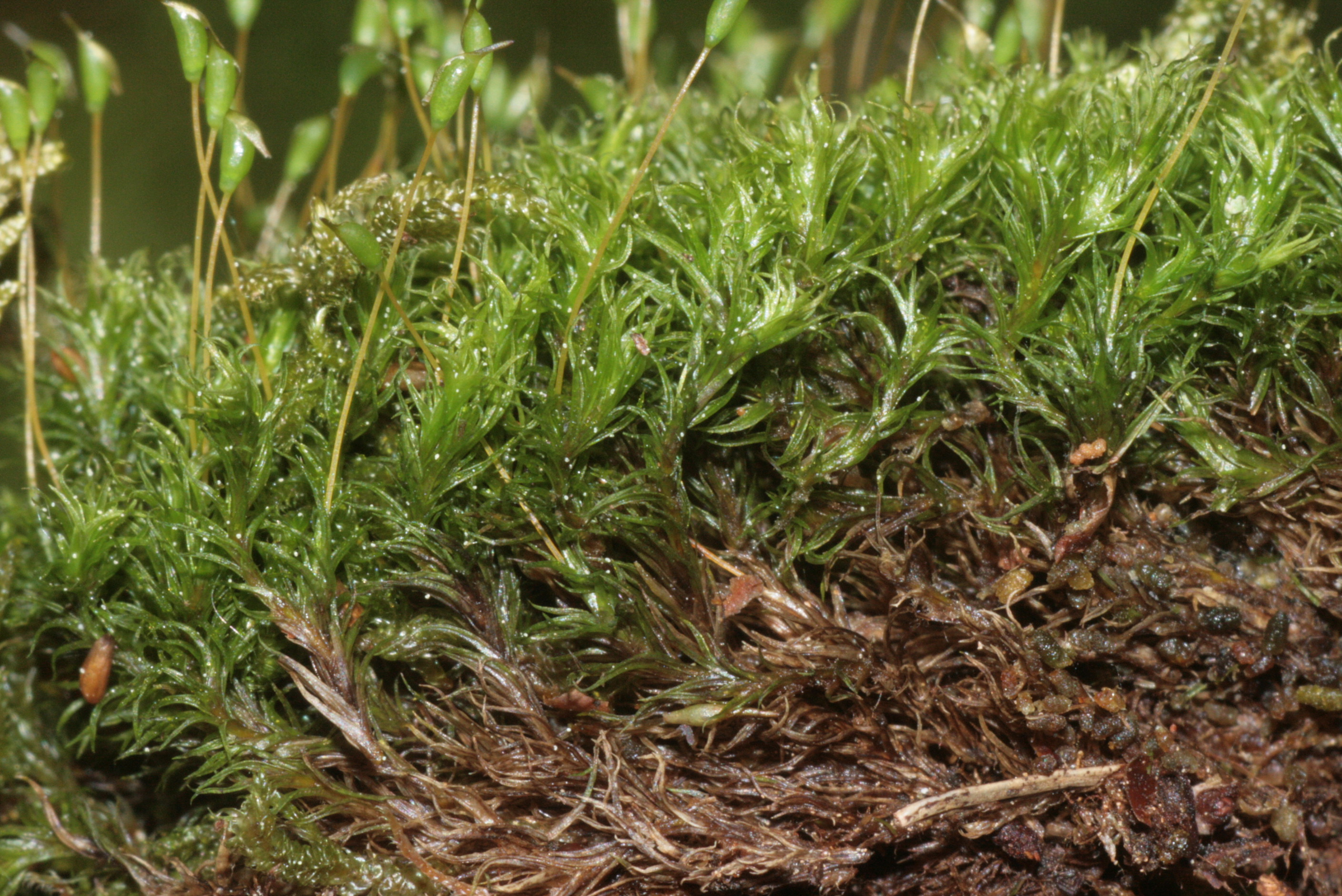
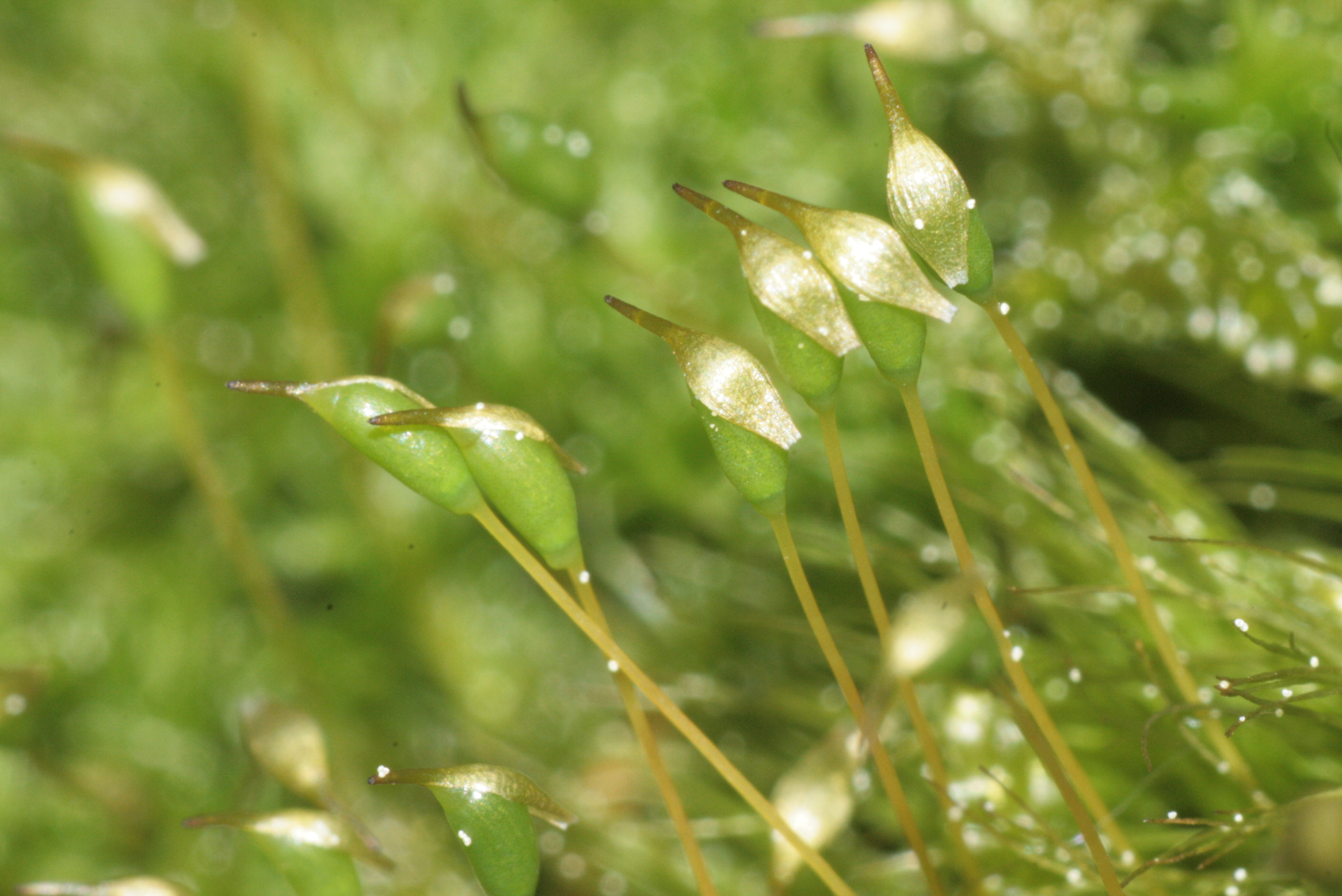